# Naga Jolokia
Naga Jolokia (Bhut Jolokia, «перец-привидение (дух)») — сорт перца-чили Capsicum chinense L., естественный природный гибрид.
Происходит из штата Ассам (северо-восток Индии) и Бангладеш. Местные названия — naga morich, bhut jolokia.
Naga Jolokia — один из самых жгучих в мире, с индексом жгучести по шкале Сковилла 1 040 000 единиц. Отличается высоким содержанием капсаицина.